# إيميان
كان الإيميان (بالإنجليزية: The Eemian)‏ آخر فترة ما بين العصور الجليدية في العصر الجليدي. بدأ منذ حوالي 130 ألف عام، وانتهى قبل حوالي 115 ألف عام في بداية العصر الجليدي الأخير. أما الهولوسين فهو العصر الجليدي الحالي.

## المناخ
كان مناخ الإيمياني، في المتوسط، حوالي 1 إلى 2 درجة مئوية (1.8 درجة إلى 3.6 درجة فهرنهايت ) أكثر دفئًا من مناخ الهولوسين. خلال عصر الإيميان، كانت نسبة ثاني أكسيد الكربون في الغلاف الجوي حوالي 280 جزءًا في المليون.